# لیکوالیکایی‌های راه‌راه
لیکوالیکایی‌های راه‌راه (نام علمی: Ptilocichla) یک سرده از پرندگان گنجشک‌سان از خانواده لیکویان زمینی است.
این سرده دارای گونه‌های زیر است:
| تصویر | نام رایج             | نام علمی                  | پراکندگی                 |
| ----- | -------------------- | ------------------------- | ------------------------ |
|       | لیکوالیکایی falcated | Ptilocichla falcata       | پالاوان.                 |
|       | لیکوالیکایی بورنئویی | Ptilocichla leucogrammica | برونئی، اندونزی و مالزی، |
|       | لیکوالیکایی ابروسفید | Ptilocichla mindanensis   | فیلیپین                  |